# Roue tourangelle 2018
La 17e édition de la Roue tourangelle aura lieu le 1er avril 2018. La course fait partie du calendrier UCI Europe Tour 2018 en catégorie 1.1. C'est également la cinquième épreuve de la Coupe de France de cyclisme sur route 2018.

## Présentation

### Équipes
Classée en catégorie 1.1 de l'UCI Europe Tour, la Roue tourangelle est par conséquent ouvert aux WorldTeams dans la limite de 50 % des équipes participantes, aux équipes continentales professionnelles, aux équipes continentales et aux équipes nationales.
Vingt-et-une équipes participent à la course - deux WorldTeams, quatorze équipes continentales professionnelles et cinq équipes continentales :
| WorldTeams (2)- Groupama-FDJ - AG2R La Mondiale Équipes continentales professionnelles (14)- Direct Énergie - Fortuneo-Samsic - Cofidis, Solutions Crédits - Delko-Marseille Provence-KTM - Vital Concept - Wanty-Groupe Gobert - Caja Rural-Seguros RGA - Androni Giocattoli-Sidermec - Gazprom-RusVelo - Euskadi Basque Country-Murias - Manzana Postobón - Holowesko-Citadel - Israel Cycling Academy - UnitedHealthcare Équipes continentales (5)- Saint Michel-Auber 93 - Roubaix Lille Métropole - Vorarlberg-Santic - Cibel-Cebon - Tarteletto-Isorex |
| |

## Classements

### Classement final
| \| Classement général \| Classement général \| Classement général \| Classement général \| Classement général \| \| Coureur \| Coureur \| Pays \| Équipe \| Temps \| \| ------------------ \| ------------------ \| ------------------ \| --------------------------- \| ------------------ \| \| 1er \| Marc Sarreau \| France \| Groupama-FDJ \| 4 h 44 min 33 s \| \| 2e \| Samuel Dumoulin \| France \| AG2R La Mondiale \| + 0 s \| \| 3e \| Hugo Hofstetter \| France \| Cofidis, Solutions Crédits \| + 0 s \| \| 4e \| Andrea Vendrame \| Italie \| Androni Giocattoli-Sidermec \| + 0 s \| \| 5e \| Clément Venturini \| France \| AG2R La Mondiale \| + 0 s \| \| 6e \| Sylvain Chavanel \| France \| Direct Énergie \| + 0 s \| \| 7e \| Wilmar Paredes \| Colombie \| Manzana Postobón \| + 0 s \| \| 8e \| Matthieu Ladagnous \| France \| Groupama-FDJ \| + 0 s \| \| 9e \| Benoît Cosnefroy \| France \| AG2R La Mondiale \| + 3 s \| \| 10e \| Silvan Dillier \| Suisse \| AG2R La Mondiale \| + 9 s \| |                    |          |                             |                 |
| |                    |          |                             |                 |
| Source : ProCyclingStats |                    |          |                             |                 |
| Classement général |                    |          |                             |                 |
| Coureur | Coureur            | Pays     | Équipe                      | Temps           |
| 1er | Marc Sarreau       | France   | Groupama-FDJ                | 4 h 44 min 33 s |
| 2e | Samuel Dumoulin    | France   | AG2R La Mondiale            | + 0 s           |
| 3e | Hugo Hofstetter    | France   | Cofidis, Solutions Crédits  | + 0 s           |
| 4e | Andrea Vendrame    | Italie   | Androni Giocattoli-Sidermec | + 0 s           |
| 5e | Clément Venturini  | France   | AG2R La Mondiale            | + 0 s           |
| 6e | Sylvain Chavanel   | France   | Direct Énergie              | + 0 s           |
| 7e | Wilmar Paredes     | Colombie | Manzana Postobón            | + 0 s           |
| 8e | Matthieu Ladagnous | France   | Groupama-FDJ                | + 0 s           |
| 9e | Benoît Cosnefroy   | France   | AG2R La Mondiale            | + 3 s           |
| 10e | Silvan Dillier     | Suisse   | AG2R La Mondiale            | + 9 s           |

### Classements UCI
La course attribue aux coureurs le même nombre des points pour l'UCI Europe Tour 2018 et le Classement mondial UCI.
| Position           | 1er | 2e | 3e | 4e | 5e | 6e | 7e | 8e | 9e | 10e | 11e | 12e | 13e à 15e | 16e à 25e |
| Classement général | 125 | 85 | 70 | 60 | 50 | 40 | 35 | 30 | 25 | 20  | 15  | 10  | 5         | 3         |